# Canteiro de obras
canteiro de obras, em construção é, numa obra, o local anexo à área a ser construída, usado como depósito de materiais, alojamento, oficina etc; espaço próximo a uma construção, no qual se realizam serviços auxiliares e onde ficam alojamentos, oficinas, depósitos de materiais, máquinas e ferramentas, etc.
É o espaço envolvente de uma obra, área de terreno, muitas vezes temporariamente cercada, na qual são realizadas as operações necessárias para a construção de uma obra de engenharia civil (estradas, barragens, pontes, etc.) ou edifícios em geral; também, uma sala ou ambiente afetado por trabalhos de renovação de edifícios.